# Puotåivjaurasj
Puotåivjaurasj är en sjö i Gällivare kommun i Lappland och ingår i Luleälvens huvudavrinningsområde. Sjön har en area på 0,0562 kvadratkilometer och ligger 632,1 meter över havet. Puotåivjaurasj ligger i Sjaunja Natura 2000-område.

## Delavrinningsområde
Puotåivjaurasj ingår i det delavrinningsområde (748173-167523) som SMHI kallar för Mynnar i Sjaunjaätno. Medelhöjden är 572 meter över havet och ytan är 47,43 kvadratkilometer. Det finns inga avrinningsområden uppströms utan avrinningsområdet är högsta punkten. Haukarjåkkå som avvattnar avrinningsområdet har biflödesordning 3, vilket innebär att vattnet flödar genom totalt 3 vattendrag innan det når havet efter 280 kilometer. Avrinningsområdet består mestadels av skog (55 procent), sankmarker (16 procent) och kalfjäll (27 procent). Avrinningsområdet har 0,06 kvadratkilometer vattenytor vilket ger det en sjöprocent på 0,1 procent.